# Resolución 140 del Consejo de Seguridad de las Naciones Unidas
La resolución 140 del Consejo de Seguridad de las Naciones Unidas, adoptada por unanimidad el 29 de junio de 1960, después de examinar la solicitud de la República de Malagasy (actualmente Madagascar) para la membresía en las Naciones Unidas, el Consejo recomendó a la Asamblea General que la República de Malagasy fuese admitida.